# 趙佩玉
趙佩玉（英語：Chiu Pui Yuk Joyce；1971年—），是香港的一名退休幼兒教師，亦為反同運組織「性傾向條例家校關注組」成員之一，曾參選2018年香港立法會補選新界東地區直選，但低票落敗。其後參選2019年香港區議會選舉水泉澳選區，但因提名不足被取消資格。

## 2018年立法會補選
2018年1月17日，趙佩玉參選2018年香港立法會補選新界東地區直選，於政治聯繫一欄填上「本著聖經的原則去守護香港」，以基督徒的身份進入議會；宣佈參選時更聲稱是神召喚其參政。

### 反對同性戀言論
趙在選舉期間的反對同性戀言論備受注目。選舉期間她不斷攻擊民主派候選人范國威，批評他支持性傾向歧視條例立法及對同性婚姻持開放態度，以及參與同志遊行。

### 選舉結果
2018年3月11日，正值立法會補選的投票日，她與其助選團於立法會綜合大樓祈禱、敬拜，又帶同不同樂器，稱上帝為其「拉票」，趙氏更言「奉主耶穌之名定能高票當選」。她最終得3,068票（得票率為0.74%），當中有部份為牧者。其得票比陳玉娥多1,500餘票，但較同為基督徒及反對同性戀的黃成智少近3,000票，於新界東選區六名候選人之中得票第二低，兩位反對同性戀的候選人合共有約一萬票。由於該次選舉只於該區選出一名候選人以替補因宣誓問題而懸空的議席，意味著她將無法晉身立法會。
選舉落敗後，對於被指「妄稱耶和華的名」的指控，她稱很多牧者和代禱者能證實是主呼召她參選，她是絕對沒有說謊。對於「神會讓她勝出選舉」，她指起初誤以為是在選舉中贏出，但「其實是我能將不公義的同性戀性解放運動的罪揭示出來的得勝！」，她提及「不是地上得勝，原來是在屬靈裏的得勝」，把事實上的低票落選說成勝利。

## 外部連結
- 趙佩玉的Facebook專頁